# Lepidopilidium
Lepidopilidium là một chi rêu trong họ Pilotrichaceae.